# Wieseria longicauda
Wieseria longicauda is een rondwormensoort uit de familie van de Oxystominidae. De wetenschappelijke naam van de soort is voor het eerst geldig gepubliceerd in 1961 door Timm.